# Mogambo
Mogambo ("Strast" na  svahiliju) je film  Johna Forda iz 1953. s  Clarkom Gableom,  Avom Gardner i Grace Kelly u glavnim ulogama. John Lee Mahin adaptirao je scenarij iz drame Wilsona Collisona.
Grace Kelly dobila je Zlatni globus za najbolju sporednu ulogu 1954., a film je bio nominiran za dva Oscara, najbolju glumicu (Ava Gardner) i najbolju sporednu glumicu (Grace Kelly).
Mogambo je raskošna obrada klasičnog filma Red Dust iz 1932., u kojem se također Clark Gable pojavio u glavnoj ulozi.

## Radnja
Eloise Y. 'Honey Bear' Kelly (Gardner) stiže u udaljeni dio  Afrike, tražeći bogatog maharadžu poznanika, koji je otišao upravo prije njena dolaska. Čekajući sljedeći brod kojim bi otputovala, počinje koketirati s lovcem Victorom Marswellom (Gable), kojeg (isprva) ona ne zanima. Marswell vodi Donalda Nordleyja (Donald Sinden) i njegovu ženu Lindu (Kelly) na safari kako bi snimili dokumentarac o gorilama, dok ih Kelly prati. Dvije žene počinju se zanimati za Marswella i sve je spremno za obračun dviju protivnica.

## Zanimljivosti
- Grace Kelly nije bila prvi izbor za ulogu Linde. Gene Tierney odbila je ulogu zbog emocionalnih problema.
- Film je sniman u Okalataki, u  Francuskom Kongu; Mount Kenyaji, Thiki, Kenija; na rijeci Kagera, Tanganyiku; Isoili, Uganda; i u MGM-ovom britanskom studiju Borehamwood, u Hertfordshireu, Engleska.
- Glazbu izvode lokalna domorodačka plemena (osim dionice koju Ava Gardner izvodi na klaviru), što je vrlo neobično za Hollywood.
- "Mogambo" je i ime lika kojeg glumi Amrish Puri u bollywoodskom filmu Mr. India.
- Španjolski cenzori htjeli su skriti vezu muškarca i udane žene, pa su prikazali Nordleyjeve kao brata i sestru. Na kraju je ispalo da film govori o incestu.

## Vanjske poveznice
- Mogambo u internetskoj bazi filmova IMDb-a